# Buk (ort i Tjeckien, Södra Böhmen)
Buk är en ort i Tjeckien.   Den ligger i regionen Södra Böhmen, i den sydvästra delen av landet, 120 km söder om huvudstaden Prag. Buk ligger 823 meter över havet och antalet invånare är 284.
Terrängen runt Buk är kuperad.Runt Buk är det ganska glesbefolkat, med 38 invånare per kvadratkilometer. Närmaste större samhälle är Vimperk, 5,1 km nordväst om Buk. I omgivningarna runt Buk växer i huvudsak barrskog.